# Henrique Batagim
Henrique Parreira Batagim (ur. 1 sierpnia 1993 w Anápolis) – brazylijski siatkarz, grający na pozycji przyjmującego. Od sezonu 2020/2021 występuje w greckiej drużynie PAOK Saloniki.

## Sukcesy klubowe
Mistrzostwo Brazylii:
- 2014
- 2010

Klubowe Mistrzostwa Ameryki Południowej:
- 2011

## Sukcesy reprezentacjyjne
Puchar Panamerykański Kadetów:
- 2011

Mistrzostwa Ameryki Południowej Juniorów:
- 2012

Puchar Panamerykański U-23:
- 2012

Mistrzostwa Świata Juniorów:
- 2013

Puchar Panamerykański:
- 2015

## Nagrody indywidualne
- 2012: Najlepszy atakujący Pucharu Panamerykańskiego U-23